# Débat entre la simple et la double matérialité
En matière de responsabilité sociétale des entreprises (RSE) et de finance, un débat est apparu entre deux conceptions sur la façon dont les entreprises et les opérateurs financiers devraient considérer les aspects environnementaux, sociaux et de gouvernance (ESG) dans leurs opérations et rapports financiers, en ce qu’il cherchent à rendre compte de leurs liens avec la responsabilité sociale et environnementale.
C’est lorsque la notion de « double matérialité » a été proposée que celle de « simple matérialité » a émergé pour décrire ce qui lui précédait et s’y opposait, alors que jusqu’alors on parlait de « matérialité ».

## Historique
Depuis les années 1990, la responsabilité sociale des entreprises qui existait déjà dans les textes, a commencé à être mesurée, notamment par des agences de notation qui ont mis au point et proposé des méthodes pour évaluer la performance « extra-financière » des entreprises, par exemple pour décider de les inclure dans des portefeuilles d’actions « vertueuses » proposés à des investisseurs soucieux des impacts indirects de leurs choix d’investissement sur les enjeux planétaires actuels. Des critères appelés « ESG » (critères environnementaux, sociaux et de gouvernance) ont été créés pour estimer la manière dont ces questions environnementales et sociales étaient prises en compte par les entreprises ainsi que pour rendre compte de leur conception de la gouvernance. Ces critères ont été régulièrement critiqués pour leur caractère obscur, leur instabilité d’une agence à l’autre et pour l’absence de transparence dans leur fabrication et leur usage, notamment du fait de contraintes liées au secret des affaires et le souci de rester facilement compréhensibles pour les analystes financiers.
Une définition de la matérialité (qui sera par la suite qualifiée de « simple ») a été précisée en octobre 2018 par l'International Accounting Standards Board (IASB l’organisme international établissant des normes comptables, reconnu par les autorités internationales de régulation des marchés financiers). La définition proposée par cette instance internationale est devenue effective à partir du 1er janvier 2020 : 
En d’autres termes, pour reprendre les termes de Faber, président de l’ISSB, l’instance qui a travaillé sur ce texte, la matérialité renvoie au fait que « ce qui compte, en comptabilité d’entreprise, est ce qui est matériel : [i.e. à] une information dont l’omission pourrait influencer la décision d’acheter ou de vendre des actions d’une entreprise, ou de lui prêter ou pas des capitaux. ». Alexandre Rambaud et Bernard Collinet synthétisent cela en considérant que « la matérialité en comptabilité correspond à la pertinence de l'information comptable, au fait que celle-ci soit « significative »» [i.e.pour l’investisseur].
C’est dans ce contexte qu’apparaît, en 2022, une directive européenne prévoyant l’obligation pour les entreprises de publier des informations extra-financières (obligation de reporting socio-environnemental). C’est ce texte européen qui consacre la notion de double matérialité qui va au delà de ce que l’IASB avait proposé.
C’est par conséquent en relative opposition à cette notion de matérialité préexistante que l’Union européenne cherche à promouvoir un choix normatif plus ambitieux, en ce qu’il cherche à étendre la matérialité au-delà du domaine économique. Pour rendre compte de cette approche, elle met en avant le terme de « double matérialité » dans sa directive sur la publication d’informations extra-financières.

## Le débat
Laurence Scialom considère que ce sont dès lors deux conceptions de ce que doit être « une finance durable » qui s’affrontent. D’un côté, celle de l’investisseur qui veut que son investissement serve la préservation de la planète, et qui veut être renseigné sur l’impact sur l’environnement des entreprises dans lesquelles il souhaite investir. « Il cherchera donc à investir dans des entreprises attentives à ne pas dégrader les écosystèmes. » D’un autre côté, il y aurait des financiers et des entreprises, qui veulent d’abord être renseignés sur les conséquences financières des dégradations écologiques sur leurs comptes et sur leur valorisation boursière, pour en tenir compte afin de sécuriser leurs placements.
La double matérialité reconnaît que les entreprises et les institutions financières doivent gérer et assumer la responsabilité des impacts négatifs réels et potentiels de leurs décisions sur les personnes, la société et l’environnement. Dominique Méda fait le lien avec une évolution juridique récente qui a eu lieu en France, liée à la loi Pacte de 2019, qui instaure une obligation pour toutes les entreprises de rendre compte de leurs impacts environnementaux et sociaux, et non du seul intérêt de leurs actionnaires. L’évolution voulue par la directive européenne serait porteuse d’un changement de paradigme comptable qui réencastrerait l'entreprise dans son environnement naturel et social.
Pour Sialcom, la proposition européenne serait en effet une réponse à ce que Polanyi a appelé dès les années 1940 « désencastrement de l’économie », pour qualifier « l’autonomisation des marchés vis-à-vis de toutes les lois sociales, morales, éthiques des sociétés traditionnelles, [qui] affaiblit la cohésion sociale, provoquant une défiance généralisée envers les institutions »,.

« La double matérialité reconnaît que les entreprises et les institutions financières doivent également gérer et assumer la responsabilité des impacts négatifs réels et potentiels de leurs décisions sur les personnes, la société et l’environnement. Il s’agit d’un changement de paradigme comptable qui réencastre l’entreprise dans son environnement naturel et social. L’UE promeut cette conception comme une étape essentielle pour la réalisation du Pacte vert, alors que les États-Unis soutiennent l’approche développée par l’International Sustainability Standards Board (présidé par Emmanuel Faber), qui a publié en juin ses premières normes extrafinancières climatiques selon le principe de simple matérialité. »Le Monde, Tribune, 27 Octobre 2023

— Laurence Scialom
Fin octobre 2023, une prise de position publique d’Emmanuel Faber, directeur de l’ISSB, dans laquelle il critique la double matérialité notamment pour son caractère imprécis, suscite un débat entre experts sur les réseaux sociaux, débat relayé par les Echos. Sans surprise, Jean-Marc Jancovici, qui a contribué à établir la comptabilité carbone, considère qu’une mesure donnant «des ordres de grandeur» vaut mieux qu’une absence d’information, alors que d’autres considèrent que ce sont simplement d’informations sur les risques et le rendement dont les investisseurs ont besoin.

## Enjeux
Pour Alexandre Rambaud et Sandra Bernard-Colinet, c’est d’abord l’investissement à impact qui a besoin non pas tant de connaître la rentabilité qui peut être espérée en mobilisant de l’argent pour une société, mais de mieux connaître quels impacts sociaux ou environnementaux pourra avoir son investissement. Pour ces auteurs, il ne peut y avoir d'investissement à impact si les systèmes comptables (et les normes comptables) ne permettent pas de cadrer et de fournir les informations nécessaires pour évaluer ces impacts. L’instauration d’une analyse financière basée sur la double matérialité est pour ces auteurs un instrument central pour orienter les flux financiers soucieux de leur impact.

## Institutionnalisation en Europe
En juillet 2023, l’Europe contraint les plus grandes entreprises à évaluer leurs performances extra-financières selon le principe de la double matérialité. Elle donne la liste des informations relatives à leurs impacts RSE que de l’ordre de 50 000 entreprises devront publier régulièrement à partir de 2025. Dans Le Monde, Dominique Méda rejoint Colasse et Déjean pour souligner combien « l’Europe s’inscrit, avec ce choix, en complète opposition avec la conception anglo-saxonne de l’entreprise et des normes comptables ». La double matérialité devient le choix de l’Europe, tournant un peu plus le dos aux conceptions de Friedman sur les droits et devoirs de l’entreprise au regard de ses propriétaires et de la société.
Pour Baumuller et Sopp, le passage de l’Europe à la double matérialité implique de comprendre différemment à la fois les objectifs des reportings des entreprises sur les questions de développement durable et les objectifs de la réalisation de ces reportings. Pour ces auteurs, ce changement a été motivé par la nécessité et le désir d'interpréter correctement le principe de matérialité énoncé dans la directive européenne,. Le fait que ceci soit maintenant imposé par les instances européennes a pour conséquence qu’on passe d’une démarche volontaire, engagée par des entreprises qui y voient un intérêt, à une démarche qui vise simplement à répondre à une obligation légale. Cela devrait permettre de répondre à certaines des critiques relatives à la situation antérieure, notamment le fait que les informations non financières publiées n’étaient pas suffisamment comparables ou fiables ; que les entreprises ne communiquaient pas toutes les informations non financières que les utilisateurs jugeaient nécessaires, et nombre d'entre elles communiquaient des informations que les utilisateurs ne jugeaient pas pertinentes ; que certaines entreprises dont les investisseurs et autres utilisateurs souhaitaient obtenir des informations non financières ne communiquaient aucune de ces informations.